# Big Brother (Québec)
Pour les articles homonymes, voir Big Brother (homonymie).
Big Brother est une téléréalité québécoise qui est animée par Chéli Sauvé-Castonguay et diffusée entre le 14 mars 2010 et le 16 mai 2010 sur V. Il s'agit d'une adaptation du concept néerlandais du même nom.
En décembre 2009, la chaîne de télévision V annonce qu'elle diffusera une nouvelle version du concept Big Brother, qu'il faut, selon elle, différencier de sa précédente téléréalité Loft Story.
La téléréalité a duré 63 jours, ce qui est aussi le format attitré de la version américaine.
L'émission est diffusée du lundi au vendredi à 19h et le samedi et dimanche à 18h.
En septembre 2020, la chaîne de télévision Noovo annonce la mise en chantier d'une suite à la téléréalité : Big Brother Célébrités. Entourage Télévision s'est procuré les droits du format afin d'en faire une adaptation toute québécoise.
Des personnalités du Québec provenant de tous les horizons de la sphère publique (artistes, humoristes, sportifs, influenceurs, etc.) s’affrontent dans ce jeu télévisuel depuis l'hiver 2021. C'est la chanteuse Marie-Mai qui anime l'émission.

## Équipe et collaborateurs
- Chéli Sauvé-Castonguay, qui a commencé sa carrière à MusiquePlus, a été choisie pour être l'animatrice.
- Le gagnant de la téléréalité Loft Story 6 : La Revanche, Sébastien Tremblay, aura le rôle d'analyste, en plus d'être consultant pour l'équipe de production[5]. Il abandonne cependant cette collaboration après la sixième semaine.
- Pascale Lévesque, journaliste, sera aussi analyste lors du talk-show du dimanche.
- À partir du deuxième talk-show, Guyaume Arseneault s'est joint à l'équipe en tant que collaborateur[6].
- Lors de la semaine 3, Anne-Marie Losique a visité les invités dans la maison[7].

## Participants
- Amélie Lussier (La lâcheuse), 24 ans, Préposée aux bénéficiaires, Laval
- Andy (Le guerrier), 44 ans, Militaire retraité, Québec
- Christian Bilodeau (Le leader), 33 ans, Agriculteur, Saint-Odilon-de-Cranbourne
- Éric Cormier, 29 ans, Kinésiologue, Sherbrooke
- Fey Cody (La rebelle), 27 ans, Technicienne éclairagiste, Saint-Hyacinthe
- Jean Marcotte (Le paternel), 56 ans, Militaire retraité, Gatineau
- Jonathan Martineau, 33 ans, Graphiste, Sherbrooke
- Josée Bouthillier (La maman), 49 ans, Mère au foyer, Saint-Colomban
- Lyvia ou Stéphanie de son vrai nom (Le visage à deux faces), 31 ans, Coiffeuse / Actrice de films pour adultes, Mirabel
- Marie Elaine Pitre (L'acolyte de Fey), 22 ans, Coordonnatrice en marketing, Rosemère
- Sandra (La mystérieuse), 37 ans, Comédienne, Montréal
- Stéphanie (La discrète), 21 ans, Étudiante en génie mécanique, Saguenay
- Vickie Dagenais (La féministe), 26 ans, Avocate, Saint-Chrysostome
- Vincent Carignan (Le solitaire), 32 ans, Biologiste, Québec
- Vincent Durand Dubé «Vinny» (Le malin), 28 ans, Traiteur / Organisateur d'évènements, Mont-Tremblant

## Règles et termes du jeu

### Maison / Invités
La Maison est le nom qui l'endroit où se situent les participants. Le terme Invité est donné aux participants de l'émission. Ils ont le pouvoir et le devoir de voter pour éliminer un des leurs à chaque expulsion.

### Numéro 1
Le Numéro 1 est déterminé à la suite d'une compétition entre tous les invités. Il a le pouvoir de nommer le Numéro 2, de marquer deux des trois invités et il a sa propre chambre personnelle. Le Numéro 1 a également l'immunité pour la semaine. Il n'a pas de droit de vote lors des expulsions, mais cependant, c'est lui qui tranche en cas d'égalité.

### Numéro 2
Le Numéro 2 est choisi par le Numéro 1. Il a le pouvoir de marquer un invité. Le Numéro 2 a l'immunité. Il doit aussi dormir dans la chambre du Numéro 1 au pied de son lit. Si le Numéro 2 refuse de dormir au pied du lit du Numéro 1, il perd conséquemment son immunité.

### Le Veto
Le pouvoir du Veto est remis à l'invité qui remporte la compétition du Veto. Les invités qui peuvent participer à cette compétition sont le Numéro 1, les trois invités marqués et deux autres joueurs. Le récipiendaire du Veto a par la suite le pouvoir d'annuler le marquage d'un invité et de choisir l'invité qui est marqué en remplacement.

### La Grenade
Le pouvoir de la Grenade est remis à l'invité expulsé. La Grenade peut avoir plusieurs forces, mais le public décide via un vote quel sera la force de celle-ci. La Grenade change de pouvoir chaque semaine. C'est l'invité, à la suite de son expulsion, qui décidera à qui sera lancé la Grenade.

### L'Expulsion
L'Expulsion est à chaque dimanche, lors du talk-show. Tous les invités ont droit au vote, sauf le Numéro 1 qui vote seulement en cas d'égalité. L'expulsé a droit au pouvoir de la Grenade.

## Déroulement du jeu
| Numéro 1            | Christian                           | Fey                                                  | Christian               | Lyvia                           | Vincent                                     | Vickie                                           | Christian                             | Vinny                               | Éric                                     | Christian                |       |  |  |  |  |
| Numéro 2            | Fey                                 | Marie-Élaine                                         | Jean                    | Jonathan                        | Vickie                                      | Vincent                                          | Vinny                                 | Jean                                | Josée                                    | (aucun)                  |       |  |  |  |  |
| Marqués (pré-veto)  | Amélie Andy Sandra                  | Éric Jonathan Josée                                  | Lyvia Stéphanie Vincent | Christian Fey Jean              | Éric Jean Vinny                             | Jonathan Josée Lyvia                             | Éric Josée Vickie                     | Jonathan Stéphanie Vickie           | Christian Jean Vinny                     | (aucun)                  |       |  |  |  |  |
| Pouvoir de veto     | Sandra                              | Éric                                                 | Vincent                 | Lyvia Vincent                   | Éric Jonathan                               | Stéphanie                                        | Éric Vickie                           | Éric                                | Christian Jean                           | (aucun)                  |       |  |  |  |  |
| Marqués (post-veto) | Andy Josée Sandra                   | Andy Jonathan Josée                                  | Fey Lyvia Stéphanie     | Christian Fey Jean              | Christian Marie-Élaine Vinny                | Éric Josée Lyvia                                 | Jean Josée Vincent                    | Jonathan Stéphanie Vickie           | Stéphanie Vickie Vinny                   | (aucun)                  |       |  |  |  |  |
|                     |                                     |                                                      |                         |                                 |                                             |                                                  |                                       |                                     |                                          |                          |       |  |  |  |  |
| Vinny               | Sandra                              | Andy                                                 | Lyvia                   | Jean                            | Vote du public                              | Josée                                            | Vote du public                        | Numéro 1                            | Vote du public                           | Vainqueur (Jour 63)      | Jean  |  |  |  |  |
| Christian           | Numéro 1                            | Josée                                                | Numéro 1                | Fey                             | Vote du public                              | Josée                                            | Numéro 1                              | Stéphanie                           | Vote du public                           | Finaliste (Jour 63)      | Jean  |  |  |  |  |
| Vickie              | Sandra                              | Andy                                                 | Fey                     | Fey                             | Vote du public                              | Lyvia                                            | Vote du public                        | Jonathan                            | Vote du public                           | Finaliste (Jour 63)      | Jean  |  |  |  |  |
| Jean                | Andy                                | Jonathan                                             | Lyvia                   | Christian                       | Vote du public                              | Josée                                            | Vote du public                        | Stéphanie                           | Vote du public                           | Finaliste (Jour 63)      | Josée |  |  |  |  |
| Éric                | Josée                               | Andy                                                 | Fey                     | Jean                            | Vote du public                              | Lyvia                                            | Vote du public                        | Jonathan                            | Numéro 1                                 | Finaliste (Jour 63)      | Jean  |  |  |  |  |
| Josée               | Sandra                              | Andy                                                 | Fey                     | Fey                             | Vote du public                              | Lyvia                                            | Vote du public                        | Jonathan                            | Vote du public                           | Finaliste Exclue du vote | Jean  |  |  |  |  |
| Stéphanie           | Sandra                              | Andy                                                 | Fey                     | Fey                             | Vote du public                              | Lyvia                                            | Vote du public                        | Jonathan                            | Vote du public                           | Expulsée (Jour 56)       | Vinny |  |  |  |  |
| Jonathan            | Sandra                              | Andy                                                 | Fey                     | Fey                             | Vote du public                              | Lyvia                                            | Vote du public                        | Stéphanie                           | Expulsé (Jour 51)                        | Expulsé (Jour 51)        | Vinny |  |  |  |  |
| Vincent             | Andy                                | Andy                                                 | Fey                     | Christian                       | Numéro 1                                    | Éric                                             | Vote du public                        | Expulsé (Jour 49)                   | Expulsé (Jour 49)                        | Expulsé (Jour 49)        | Josée |  |  |  |  |
| Lyvia               | Sandra                              | Jonathan                                             | Fey                     | Numéro 1                        | Vote du public                              | Josée                                            | Expulsée (Jour 42)                    | Expulsée (Jour 42)                  | Expulsée (Jour 42)                       | Expulsée (Jour 42)       | Josée |  |  |  |  |
| Marie-Élaine        | Sandra                              | Jonathan                                             | Lyvia                   | Jean                            | Vote du public                              | Expulsée (Jour 35)                               | Expulsée (Jour 35)                    | Expulsée (Jour 35)                  | Expulsée (Jour 35)                       | Expulsée (Jour 35)       | Josée |  |  |  |  |
| Fey                 | Sandra                              | Numéro 1                                             | Lyvia                   | Jean                            | Expulsée (Jour 28)                          | Expulsée (Jour 28)                               | Expulsée (Jour 28)                    | Expulsée (Jour 28)                  | Expulsée (Jour 28)                       | Expulsée (Jour 28)       | Josée |  |  |  |  |
| Andy                | Sandra                              | Jonathan                                             | Expulsé (Jour 14)       | Expulsé (Jour 14)               | Expulsé (Jour 14)                           | Expulsé (Jour 14)                                | Expulsé (Jour 14)                     | Expulsé (Jour 14)                   | Expulsé (Jour 14)                        | Expulsé (Jour 14)        | Josée |  |  |  |  |
| Sandra              | Josée                               | Expulsée (Jour 7)                                    | Expulsée (Jour 7)       | Expulsée (Jour 7)               | Expulsée (Jour 7)                           | Expulsée (Jour 7)                                | Expulsée (Jour 7)                     | Expulsée (Jour 7)                   | Expulsée (Jour 7)                        | Expulsée (Jour 7)        | Josée |  |  |  |  |
| Amélie              | Sandra                              | Lâchée (Jour 7)                                      | Lâchée (Jour 7)         | Lâchée (Jour 7)                 | Lâchée (Jour 7)                             | Lâchée (Jour 7)                                  | Lâchée (Jour 7)                       | Lâchée (Jour 7)                     | Lâchée (Jour 7)                          | Lâchée (Jour 7)          | Vinny |  |  |  |  |
|                     |                                     |                                                      |                         |                                 |                                             |                                                  |                                       |                                     |                                          |                          |       |  |  |  |  |
| Slop                | Aucun                               | Christian Éric Jonathan Marie-Élaine Stéphanie Vinny | Aucun                   | Josée Vickie Vincent            | Aucun                                       | Christian Éric Jean Jonathan Josée Vincent Vinny | Aucun                                 | Aucun                               | Aucun                                    | Aucun                    |       |  |  |  |  |
| Notes               | Aucune                              | Voir note                                            | Voir notes ,            | Voir note                       | Voir note                                   | Voir notes ,                                     | Voir note                             | Voir notes ,                        | Voir notes ,                             | Voir notes ,             |       |  |  |  |  |
| Lâché(e)            | Amélie                              | Aucun                                                | Aucun                   | Aucun                           | Aucun                                       | Aucun                                            | Aucun                                 | Aucun                               | Aucun                                    | Aucun                    |       |  |  |  |  |
| Expulsé(e)          | Sandra 10 de 14 votes pour expulser | Andy 7 de 12 votes pour expulser                     | Expulsion annulée       | Fey 5 de 11 votes pour expulser | Marie-Élaine Expulsée par le vote du public | Lyvia 5 de 9 votes pour expulser                 | Vincent Expulsé par le vote du public | Jonathan 4 de 7 votes pour expulser | Stéphanie Expulsée par le vote du public | Christian Second         |       |  |  |  |  |
| Expulsé(e)          | Sandra 10 de 14 votes pour expulser | Andy 7 de 12 votes pour expulser                     | Expulsion annulée       | Fey 5 de 11 votes pour expulser | Marie-Élaine Expulsée par le vote du public | Lyvia 5 de 9 votes pour expulser                 | Vincent Expulsé par le vote du public | Jonathan 4 de 7 votes pour expulser | Stéphanie Expulsée par le vote du public | Vinny Vainqueur          |       |  |  |  |  |

Légende :
- L'invité est le Numéro 1
- L'invité est le Numéro 2
- L'invité a été marqué
- L'invité a décidé de lâcher sa quête
- L'invité a été immunisé